# Torneo de Memphis 2017
El Torneo ATP 250 de Memphis de 2017 es un torneo de tenis que pertenece a la ATP en la categoría de ATP World Tour 250. Se disputó del 11 al 19 de febrero de 2017 sobre canchas duras en el Racquet Club of Memphis, en Memphis, Estados Unidos.

## Distribución de puntos
| Modalidad            | Campeón | Finalista | Semifinales | Cuartos de final | 2ª ronda | 1ª ronda | Clasificados | 2ª ronda de clasificación | 1ª ronda de clasificación |
| Individual masculino | 250     | 165       | 100         | 50               | 25       | 0        | 13           | 7                         | 0                         |
| Dobles masculino     | 250     | 150       | 90          | 45               | 20       | 0        | -            | -                         | -                         |

## Cabezas de serie

### Individuales masculino
| Tenista          | Ranking | Preclasificado |
| Ivo Karlović     | 18      | 1              |
| John Isner       | 23      | 2              |
| Sam Querrey      | 27      | 3              |
| Steve Johnson    | 31      | 4              |
| Bernard Tomic    | 33      | 5              |
| Adrian Mannarino | 56      | 6              |
| Steve Darcis     | 59      | 7              |
| Lu Yen-hsun      | 61      | 8              |

- Ranking del 6 de febrero de 2017

### Dobles masculino
| Tenista                             | Ranking | Preclasificado |
| Treat Huey Max Mirnyi               | 51      | 1              |
| Oliver Marach Fabrice Martin        | 68      | 2              |
| Robert Lindstedt Michael Venus      | 78      | 3              |
| Guillermo García López Leander Paes | 94      | 4              |

## Campeones

### Individual masculino
Ryan Harrison venció a  Nikoloz Basilashvili por 6-1, 6-4

### Dobles masculino
Brian Baker /  Nikola Mektić vencieron a  Ryan Harrison /  Steve Johnson por 6-3, 6-4